# Лука (Хорватия)
Лука (хорв. Luka) — община Загребской жупании Республики Хорватия. Административный центр — деревня Лука.
День общины Лука отмечается 2 апреля, так как Лука была появилась 2 апреля 1926 года.
Совет общины состоит из 11 членов.
У общины есть футбольный клуб, «Молодость» (хорв. Mladost).

## География
Община Лука расположена в 2 километрах от Хорватского Загорья и в 30 километрах от столицы Республики Хорватия и административного центра Загребской жупании — Загреба. Загребская железная дорога и государственная автодорога D1 проходят через общину Лука.

## Население
По данным переписи населения 2011 года, в общине Лука 5 населённых пунктов с общей численностью населения 1351 человек:
| Населённый пункт | Численность населения (чел.) |
| ---------------- | ---------------------------- |
| Лука             | 416                          |
| Жеинци           | 399                          |
| Плуска           | 207                          |
| Вадина           | 185                          |
| Крайска Вес      | 144                          |

## Образование
В 1874 году в центре Луки была создана начальняя школа. Сначала она принадлежала семейству Халпер, но затем была продана.